# Andre Marriner
Andre Marriner (Birmingham, 1 januari 1971) is een Engels voormalig voetbalscheidsrechter. Hij was in dienst van FIFA en UEFA tussen 2009 en 2017. Ook leidde hij van 2004 tot 2023 wedstrijden in de Premier League.
Op 13 november 2004 leidde Marriner zijn eerste wedstrijd in de Engelse nationale competitie. Tijdens het duel tussen Charlton Athletic en Norwich City (4–0) trok de leidsman driemaal de gele kaart. In Europees verband debuteerde hij tijdens een wedstrijd tussen Újpest en Steaua Boekarest in de voorronde van de UEFA Europa League; het eindigde in 1–2 en Marriner gaf vijf gele kaarten. Zijn eerste interland floot hij op 3 maart 2010, toen Ivoorkust met 0–2 verloor van Zuid-Korea. Tijdens dit duel gaf Marriner slechts een gele kaart aan de Ivoriaanse middenvelder Cheick Tioté.

## Interlands
| Datum             | Plaats              | Wedstrijd                      | Uitslag | Competitie           | Kreeg geel | Kreeg voor de tweede keer geel en dus rood | Weggestuurd |
| ----------------- | ------------------- | ------------------------------ | ------- | -------------------- | ---------- | ------------------------------------------ | ----------- |
| 3 maart 2010      | Londen, Engeland    | Ivoorkust – Zuid-Korea         | 0 – 2   | Vriendschappelijk    | 1          | 0                                          | 0           |
| 3 juni 2011       | Chisinau, Moldavië  | Moldavië – Zweden              | 1 – 4   | EK 2012 kwalificatie | 0          | 0                                          | 0           |
| 11 september 2012 | Londen, Engeland    | Oman – Ierland                 | 1 – 4   | Vriendschappelijk    | 0          | 0                                          | 0           |
| 26 maart 2013     | Bakoe, Azerbeidzjan | Azerbeidzjan – Portugal        | 0 – 2   | WK 2014 kwalificatie | 5          | 1                                          | 0           |
| 10 september 2013 | Reykjavik, IJsland  | IJsland – Albanië              | 2 – 1   | WK 2014 kwalificatie | 5          | 0                                          | 0           |
| 5 maart 2014      | Leiria, Portugal    | Portugal – Kameroen            | 5 – 1   | Vriendschappelijk    | 2          | 0                                          | 0           |
| 12 november 2014  | Londen, Engeland    | Argentinië – Kroatië           | 2 – 1   | Vriendschappelijk    | 0          | 0                                          | 0           |
| 6 oktober 2016    | Skopje, Macedonië   | Macedonië – Israël             | 1 – 2   | WK 2018 kwalificatie | 3          | 1                                          | 0           |
| 10 juni 2017      | Oslo, Noorwegen     | Noorwegen – Tsjechië           | 1 – 1   | WK 2018 kwalificatie | 4          | 0                                          | 0           |
| 31 augustus 2017  | Nicosia, Cyprus     | Cyprus – Bosnië en Herzegovina | 3 –2    | WK 2018 kwalificatie | 4          | 0                                          | 0           |